# Decrets de Karlsbad

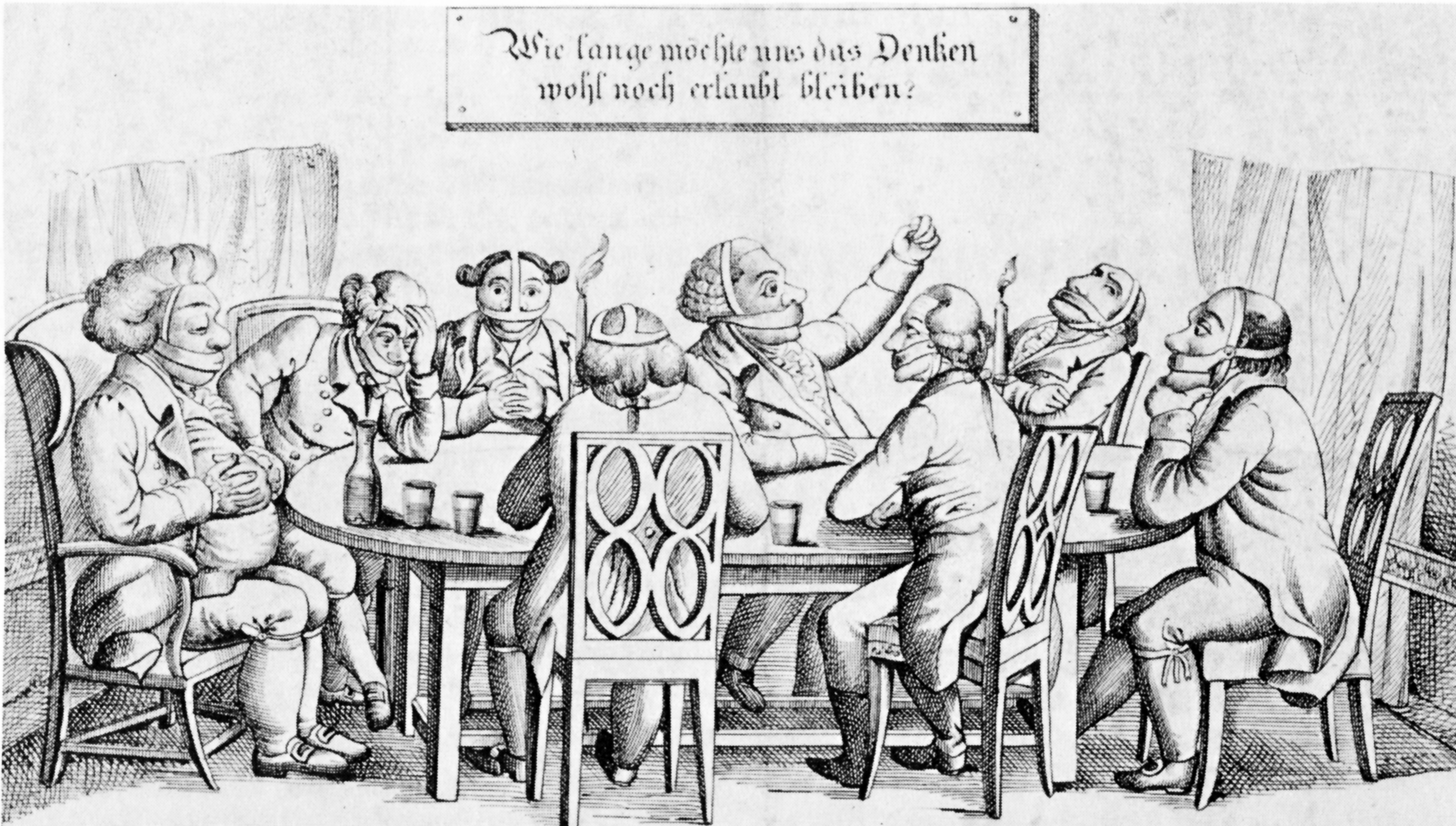
Litografia que caricaturitza les noves restriccions a la llibertat de premsa.

Els Decrets de Karlsbad (en alemany: Karlsbader Beschlüsse) foren un conjunt de restriccions legals de caràcter reaccionari que els estats de la Confederació Germànica va aprovar a l'Assemblea federal d'Alemanya el 20 de setembre de 1819 a la conclusió de la Conferència de Karlsbad, l'actual Karlovy Vary, a Bohèmia, amb l'aprovació de mesures de vigilància i càstig als moviments liberals i nacionalistes. Entre els seus efectes principals compten la prohibició de les fraternitats universitàries nacionalistes (les Burschenschaften), la pèrdua de feina dels acadèmics liberals i l'aplicació sistemàtica de la censura de premsa.
L'assemblea es va reunir a petició del ministre austríac Klemens Wenzel von Metternich després que un estudiant desequilibrat membre d'una Burschenschaft anomenat Karl Ludwig Sand assassinés l'escriptor conservador August von Kotzebue el 23 de març de 1819, i de l'intent d'assassinat del president de Nassau Karl von Ibell per part de l'apotecari Karl Löning el 23 de març de 1819. Durant aquest període de restauració europea, Metternich temia sobretot que la influència de les associacions liberals i nacionalistes de les universitats es materialitzés en activitats revolucionàries contràries a l'ordre monàrquic. Aquests dos casos van ser un pretext ideal per canviar les lleis vigents.